# Chiesa della Resurrezione di Nostro Signore Gesù Cristo (Milano)

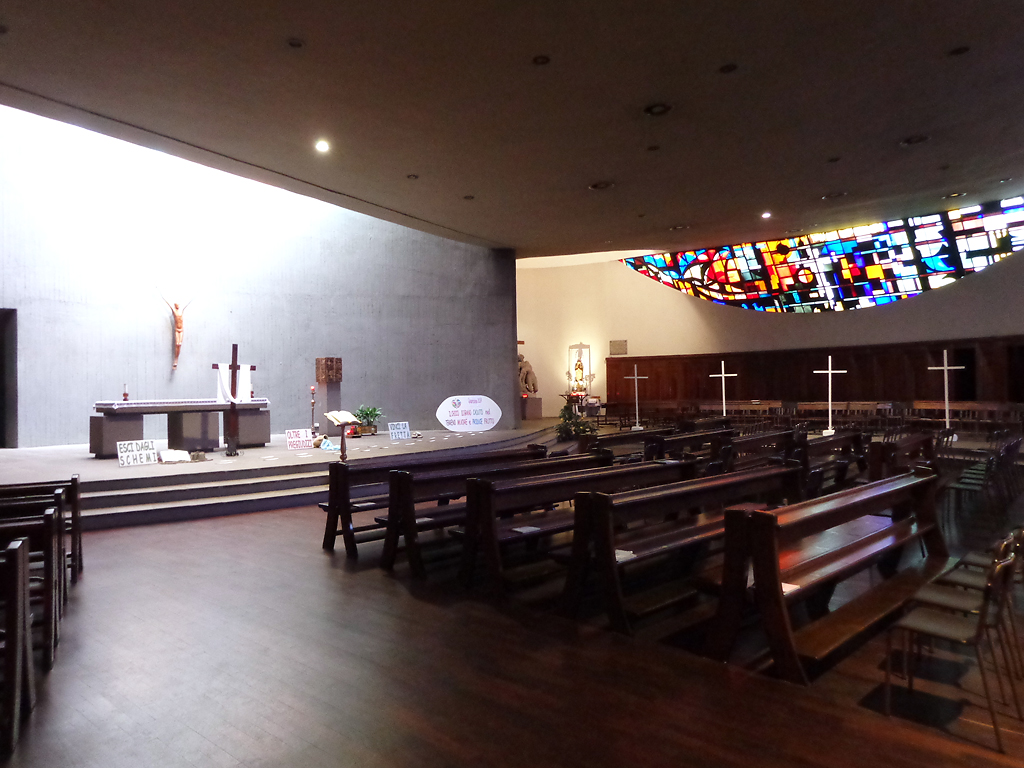
L'interno

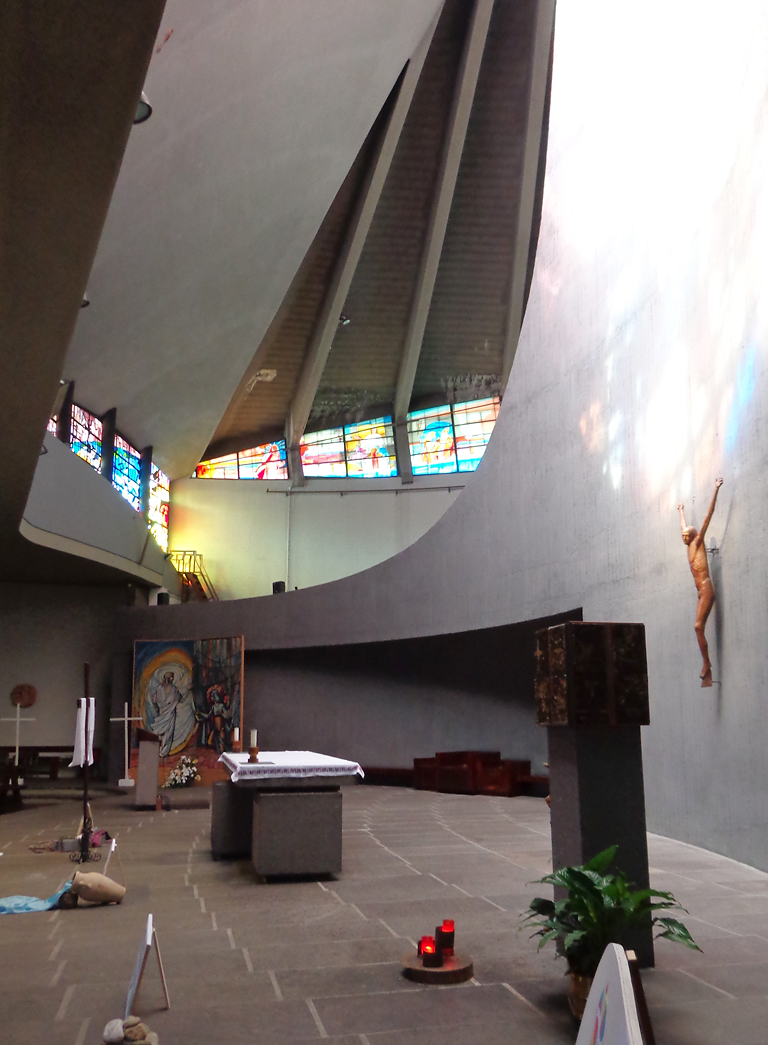
L'altare

La chiesa della Resurrezione di Nostro Signore Gesù Cristo è una chiesa parrocchiale di Milano, posta all'estrema periferia settentrionale della città.
Costruita nel 1963, si trova nel centro del quartiere di edilizia popolare "Vialba II".

## Storia
La parrocchia della Resurrezione venne eretta con decreto del 25 luglio 1959 del cardinale Giovanni Battista Montini, ricavandone il territorio dalle esistenti parrocchie di Santi Nazaro e Celso di Quarto Uglerio, Santa Agnese, e Santi Gervaso e Protaso di Novate Milanese, per servire i nuovi quartieri residenziali che stavano sorgendo presso gli antichi borghi di Vialba e Quarto Oggiaro.
La costruzione della nuova chiesa parrocchiale, posta nel centro del quartiere di edilizia popolare "Vialba II" realizzato contestualmente, venne compiuta nel 1963 su progetto di Benvenuto Villa.

## Caratteristiche
La chiesa ha forme fortemente plastiche, che creano un netto contrasto con gli edifici residenziali circostanti, lineari e disposti ortogonalmente.
La struttura è in calcestruzzo armato, che sostiene la copertura in rame che si innalza in forma parabolica; la parte retrostante, corrispondente agli ambienti di servizio, è rivestita in cotto.
La pianta dell'edificio è circolare, con la ripetizione di pareti curve che si intrecciano a vicenda, rendendo gli spazi particolarmente fluidi. L'interno è fortemente dinamico, anche per l'illuminazione differenziata; infatti le vetrate, poste obliquamente, illuminano l'area presbiteriale, lasciando in penombra lo spazio riservato ai fedeli.